# Kırıkdağ, Hakkâri
Kırıkdağ là một xã thuộc thành phố Hakkâri, tỉnh Hakkâri, Thổ Nhĩ Kỳ. Dân số thời điểm năm 2011 là 1.969 người.